# HWB Ec 3/3 Nr. 5
Die Ec 3/3 Nr. 5 der Huttwil-Wolhusen-Bahn (HWB) war eine Kastendampflokomotive.

## Geschichte
Die Dampflokomotive wurde 1936 von der damaligen Huttwil-Wolhusen-Bahn (HWB) von der Schweizerische Lokomotiv- und Maschinenfabrik Winterthur erworben.
Die Ec 3/3, als letzte im Jahr 1936 gebaute Schweizer Normalspur Dampflokomotive, wurde nach Huttwil überführt, um einige Jahre bei der HWB und anschließend bei den Vereinigten Huttwil-Bahnen (VHB) eingesetzt zu wurde. Nach dem Zweiten Weltkrieg wurde die Strecke Huttwil–Wolhusen elektrifiziert.
Mit dem Ende der Dampflokzeit fusionierten die VHB mit der Emmental-Burgdorf-Thun-Bahn (EBT)und Solothurn Mutier Bahn. Die Ec 3/3 wurde daraufhin als Werks Lok den Gebrüdern Sulzer verkauft.
Im Jahr 1970 wurde sie als historische Lok an die SBB Historik übergeben. Von 1982 bis 1997 machte das Verkehrshaus der Schweiz in Luzern die Lokomotive in der Ausstellung Schienenverkehr einem breiten Publikum zugänglich. 1997 wurde sie anlässlich des historischen Dampflokfestes 150 Jahre Schweizer bahnen vom Verein Historische Eisenbahnen Emmental revidiert. dort blieb sie bis 1999 dann ging sie zur SBB Historik wo sie in Erstfeld hin und wieder nach Amsteg für Sonderzügen eingesetzt wurde, bevor sie im Mai 2015 zum Verein Historische Eisenbahn Emmental wechselte. dort wurden durch mehrere Testfahrten der zustand der Lok ermittelt, danach wurde der Führerstand durch ein Mitglied des VHE und ein paar andere helfende Mitgliedern zerlegt und Einzelheiten revidier bis das Mitglied nicht mehr fiel daran erledigen konnte da er keine zeit dafür hat. wurden die arbeiten bis zirka 2022 als ein anderes Mitglied mit Hilfe der technischen Leitung des VHE übernommen hat und soll voraussichtlich 2025 wieder in Betrieb genommen werden.
Details
die Ec 3/3 Nr. 5 wurde mit verschiedenen Neuheiten ausgerüstet die die Arbeit des Lok Fürers vereinfachen sollten zum Beispiel eine halbautomatische Feuerung, eine selbständige kolbenpumpe mit Vorwärmer und ein Speisewasser Reiniger des Systems Schiff & Stern Wien, die das auswaschen des Kessels nur noch in abstanden von 2 Monaten nötig machte.